# Peter Fischer (sciatore)
Peter Fischer (Oberstdorf, 25 febbraio 1954) è un dirigente sportivo ed ex sciatore alpino tedesco che gareggiò per la nazionale tedesca occidentale.

## Biografia
Specialista delle prove veloci, Peter Fischer ottenne il primo risultato di rilievo in Coppa del Mondo il 9 marzo 1975 a Jackson Hole in discesa libera giungendo 8º; l'anno seguente venne convocato per i XII Giochi olimpici invernali di Innsbruck 1976, sua unica presenza olimpica, dove concluse 15º nella discesa libera. Il 13 marzo 1977 conquistò l'unico podio di carriera, nonché ultimo piazzamento in Coppa del Mondo, con il 3º posto ottenuto in discesa libera a Heavenly Valley alle spalle degli austriaci Bartl Gensbichler e Ernst Winkler; ottenne l'ultimo piazzamento della sua attività agonistica il 29 gennaio 1978 piazzandosi 15º nella discesa libera dei Mondiali di Garmisch-Partenkirchen 1978.
Dopo il ritiro divenne organizzatore di gare di Coppa del Mondo, presidente dello Skiclub Garmisch e guidò il comitato organizzatore dei Mondiali di Garmisch-Partenkirchen 2011.

## Palmarès

### Coppa del Mondo
- Miglior piazzamento in classifica generale: 23º nel 1977
- 1 podio (in discesa libera):
  - 1 terzo posto